# Teatro romano di Teano
Il teatro romano è il principale edificio pubblico conservatosi dell'antica Teanum Sidicinum, oggi Teano. Si tratta di un grandioso teatro-tempio, sito in località Grotte, probabilmente dedicato ad Apollo, come deducibile da un'epigrafe in osco su mensa di altare calcarea, ove un magistrato locale dona alla predetta divinità.
Dal dicembre 2014 il Ministero per i beni e le attività culturali lo gestisce tramite il Polo museale della Campania, nel dicembre 2019 divenuto Direzione regionale Musei.

## Storia e descrizione
L'edificio venne costruito alla fine II secolo a.C. in opera incerta e blocchi di tufo, e si tratta del più antico teatro d'Italia interamente sostenuto da muri radiali e volte rampanti.
Il teatro fu successivamente ampliato in forme notevolmente monumentali sotto il regno di Settimio Severo alla fine del II secolo d.C. A questa seconda fase risale l'ampliamento della cavea teatrale, che raggiunse il diametro di 85 m, e anche il completo rifacimento del grandioso edificio scenico in cui furono utilizzate colonne e trabeazioni di grandi dimensioni e impiegati marmi rari e preziosi e molteplici sculture, alcune di reimpiego di età augustea. L'edificio scenico raggiunse l'altezza considerevole di circa 24 m, nel quale si aprivano tre porte: quella centrale era collocata al centro di un ordine gigante con colonne disposte su due piani, sovrastate da capitelli compositi; le due porte laterali, di minori dimensioni, erano affiancate da tre ordini di colonne di ordine composito in cui si succedevano, dal basso verso l'alto, capitelli compositi e corinzi.
Dopo la metà del IV secolo iniziò l'abbandono e cominciò il saccheggio dei materiali e intorno all'VIII - IX secolo, il teatro era oramai divenuto una cava a cielo aperto.
È stato individuato poco lontano dal sito del teatro, anche un anfiteatro, ancora sepolto, che avrebbe dimensioni imponenti, tanto che il diametro maggiore supererebbe i 100 m.